# 大科尔帕德
大科尔帕德（匈牙利語：Nagykorpád）是匈牙利绍莫吉州所辖的一个村。总面积33.42平方公里，总人口599，人口密度17.9人/平方公里（2011年1月1日）。